# Нарвська ратуша

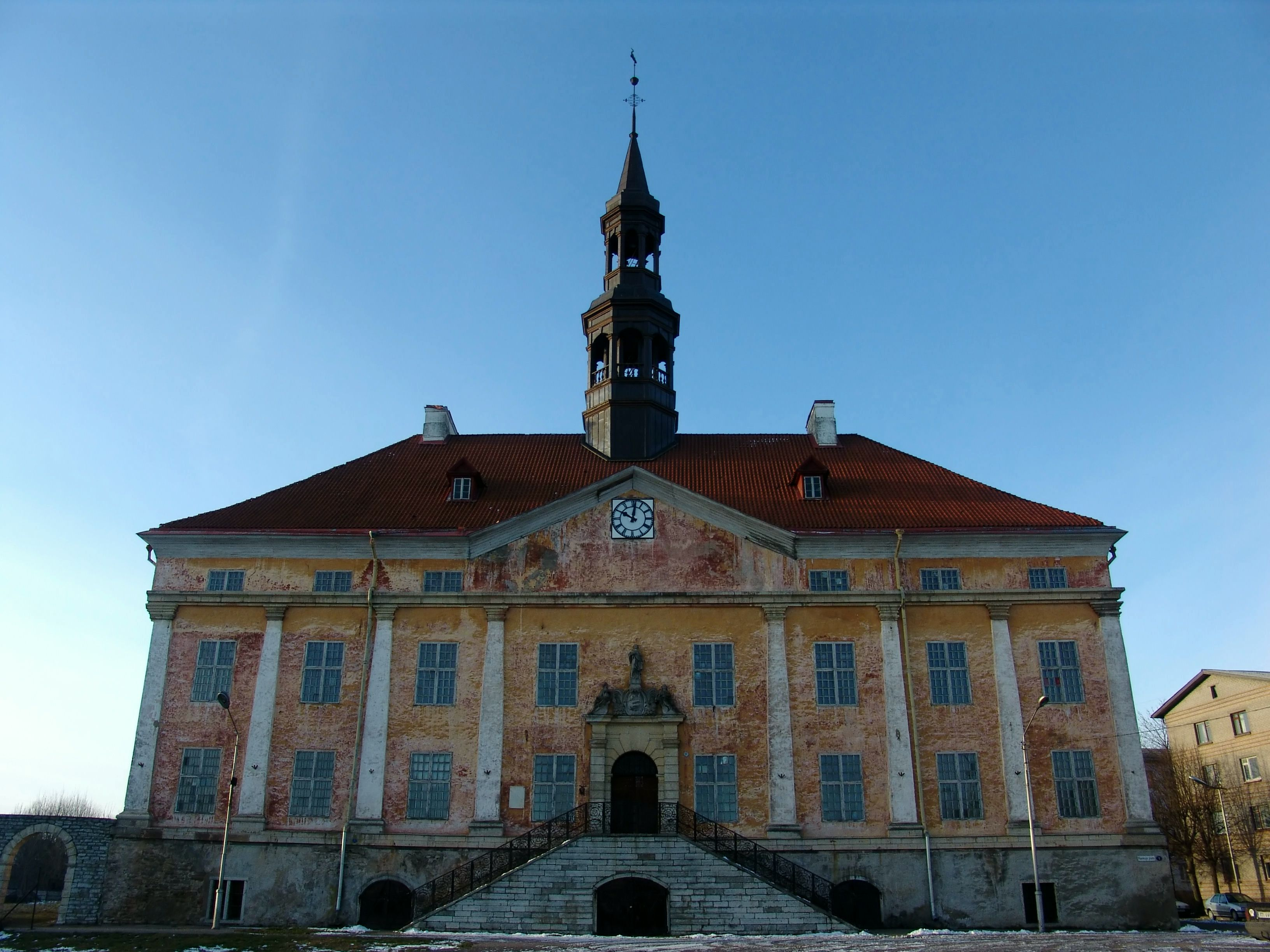
Ратуша в Нарві

59°22′46″ пн. ш. 28°11′56″ сх. д. / 59.37944444° пн. ш. 28.19888889° сх. д.
На́рвська ра́туша (ест. Narva raekoda) — будівля ратуші в естонському місті Нарві, історико-архітектурна пам'ятка стилю бароко. Під час II Світової війни була зруйнована, по війні (на початку 1960-х) відновлена. 

## Опис
В архітектурному плані Нарвська ратуша являла собою триповерхову кам'яницю, виконану з плитняка, з високим цокольним поверхом, двома поверхами з тосканськими пілястрами і третім напівповерхом над колонами. 

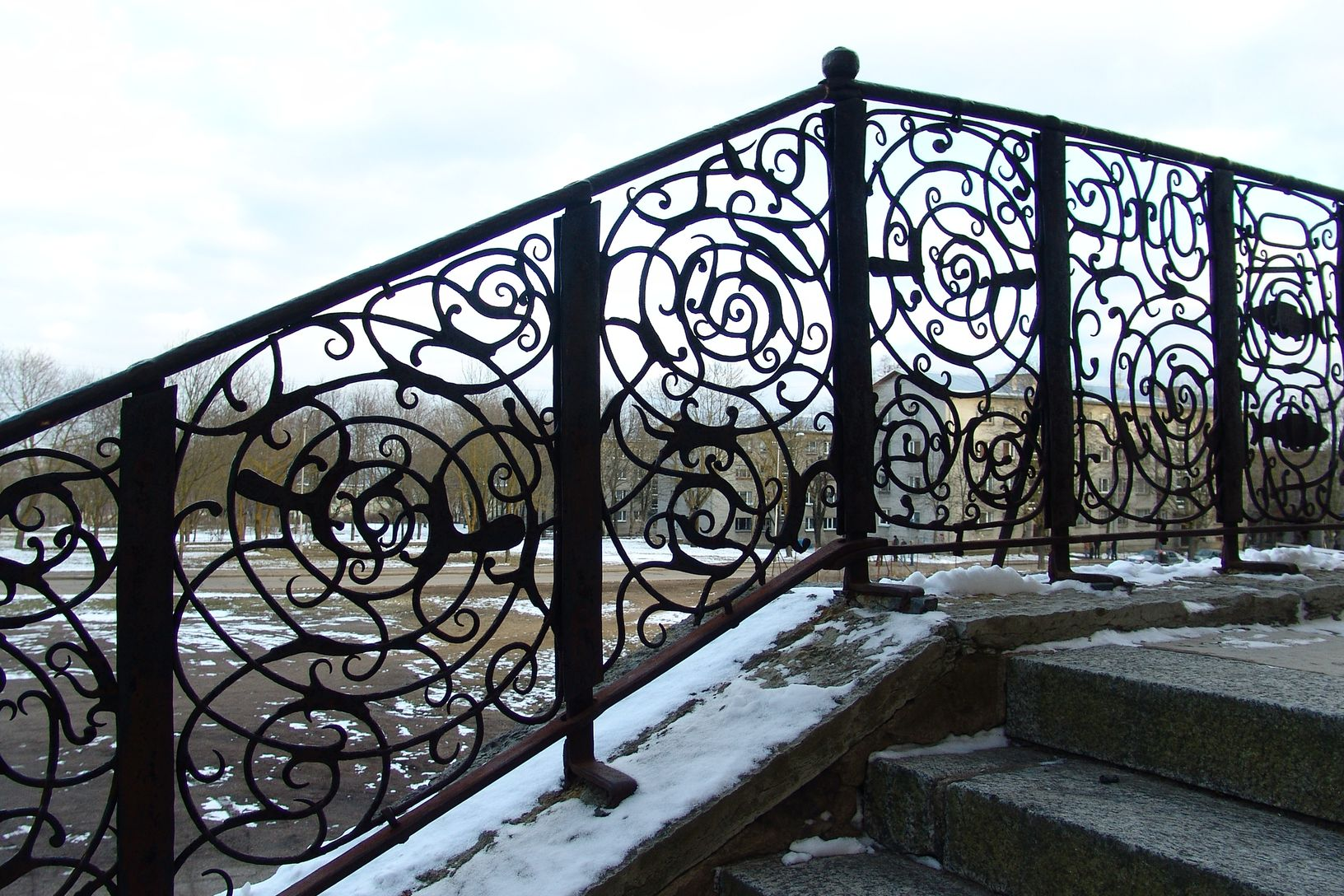
Ажурні ґрати сходів до центрального входу ратуші

Центр фасаду не мав пілястр, трикутний фронтон з годинником служив ніби продовженням і завершенням пласкої стіни. Гребінь гостроконечного даху був прикрашений башткою з двома галереями. Шпиль башти вінчав кований флюгер у вигляді журавля, що спирається на яблуко (робота майстра Грабена). До головного входу вели подвійні сходи з ажурними ґратами. Рисунок ґрат містив елементи нарвського гербу (риби, меч та ядра). Сам вхід до ратуші прикрашав портал, виготовлений, імовірно, Н. Мілліхом. Він містив у собі герб міст, обрамленим пальмовим листям і три алегоричні фігури, що символізують три головних принципи, згідно з якими мають ухвалюватись рішення в ратуші: Справедливість, Мудрість та Помірність.
В інтер'єрі Нарвської ратуші на першому поверсі містився великий хол, перекритий розписними кроквами. По обидвох боках розташовувались ряди покоїв. Сходи на задньому плані вестибюля вели на другий поверх, де містилась веклика зала засідань магістрату (пізніше думи). У північній частині другого поверху містилась кімната суду вищої інстанції, канцелярія та зала очікувань, у південному ж крилі — відповідно приміщення суду нижчої інстанції та торгова палата. У цокольному поверсі розташовувалась палата мір і ваги, в'язниця та підсобні приміщення.

## Історія

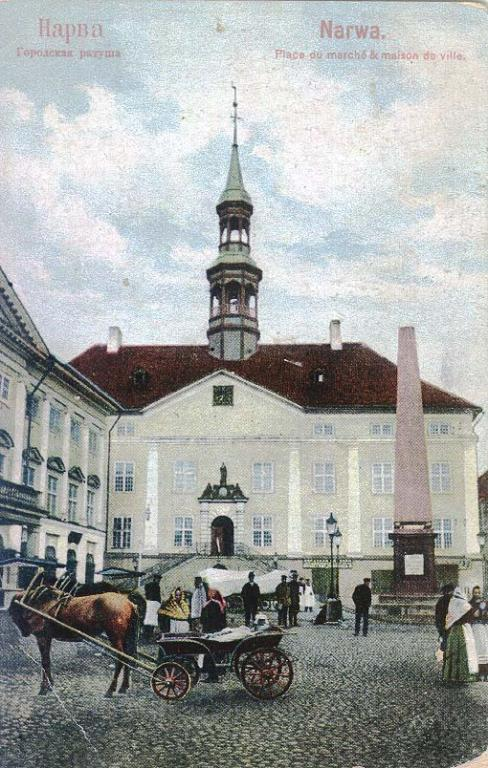
Ратуша до II Світової

Нарвську ратушу побудували за ініціативою шведського королівського двору. За основу був узятий проект Г. Тейфеля. Спершу проект задумувався в стилі бароко, але при затвердженні остаточного проекту в Стокгольмі були внесені певні зміни, які надавали будівлі рис так званого голландського класицизму. 
Будівельні роботи зі зведення ратуші в Нарві були започатковані 1668 року під керівництвом Захаріаса Хоффмана-молодшого та Юргена Бішоффа, завершені — за три роки (1671).
Під час Другої світової війни 1944 року будівлю Нарвської ратуші було зруйновано радянською авіацією, як і решту барокового середмістя Нарви.
Вже в Естонській РСР у 1960—63 роках Нарвську ратушу відновили. Були відреставровані фасади та портал, зовнішні сходи з ажурним ґратуванням, розписна стеля вестибюля, парадні сходи, бароковий шолом ратушової вежі.

## Галерея

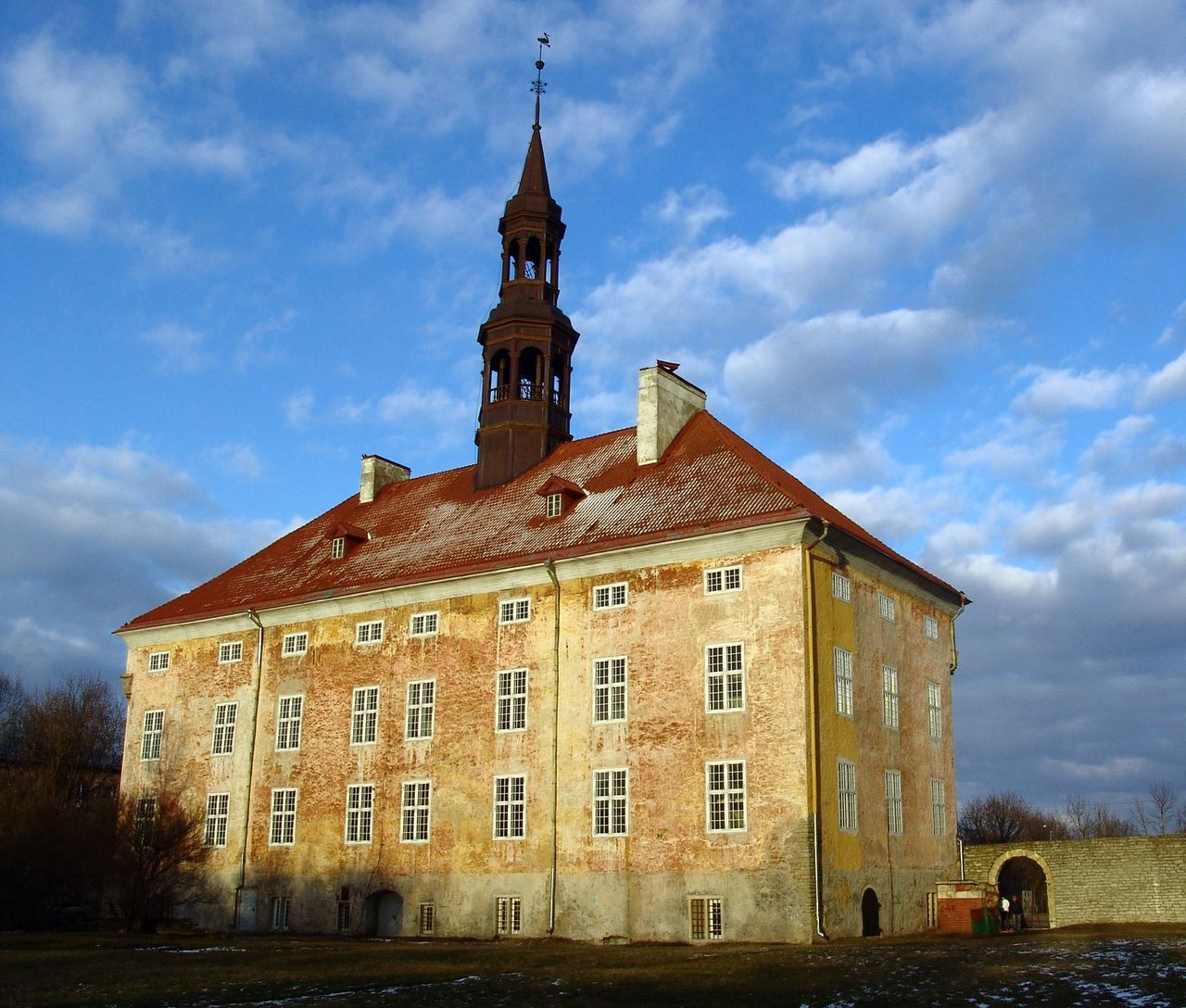
Нарвська ратуша, вид з тильного боку.
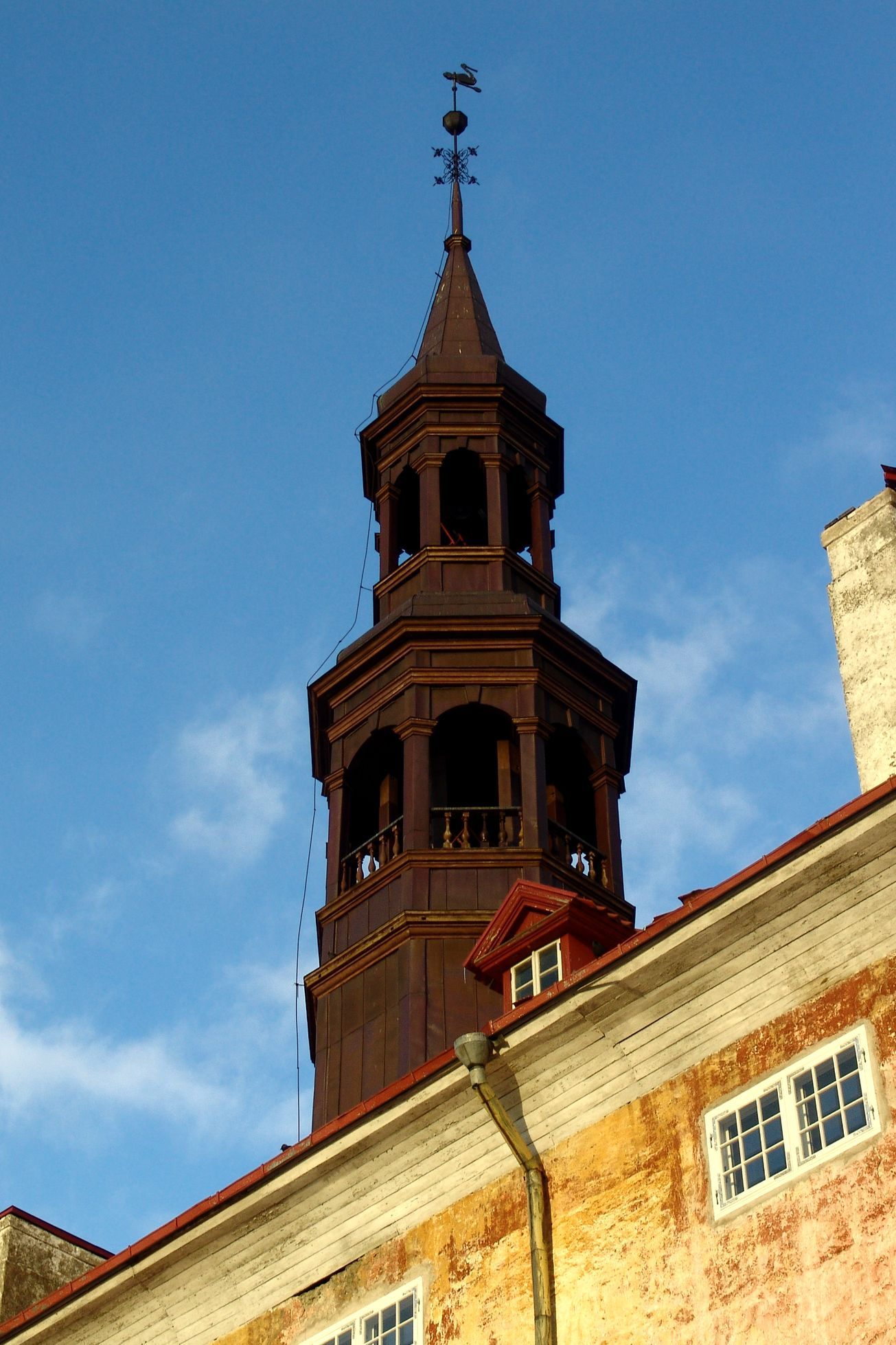
Башта з флюгером
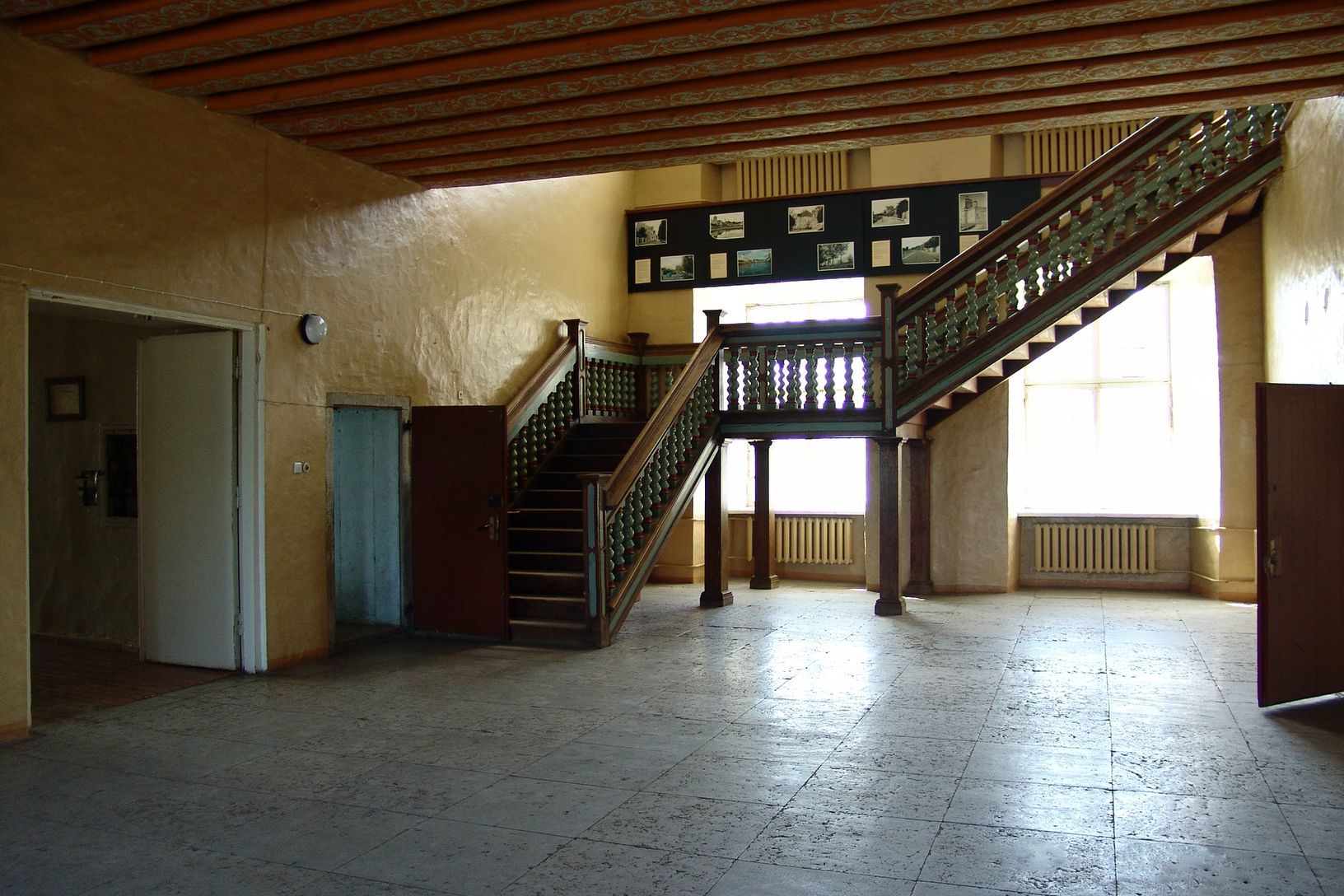
Вестибюль
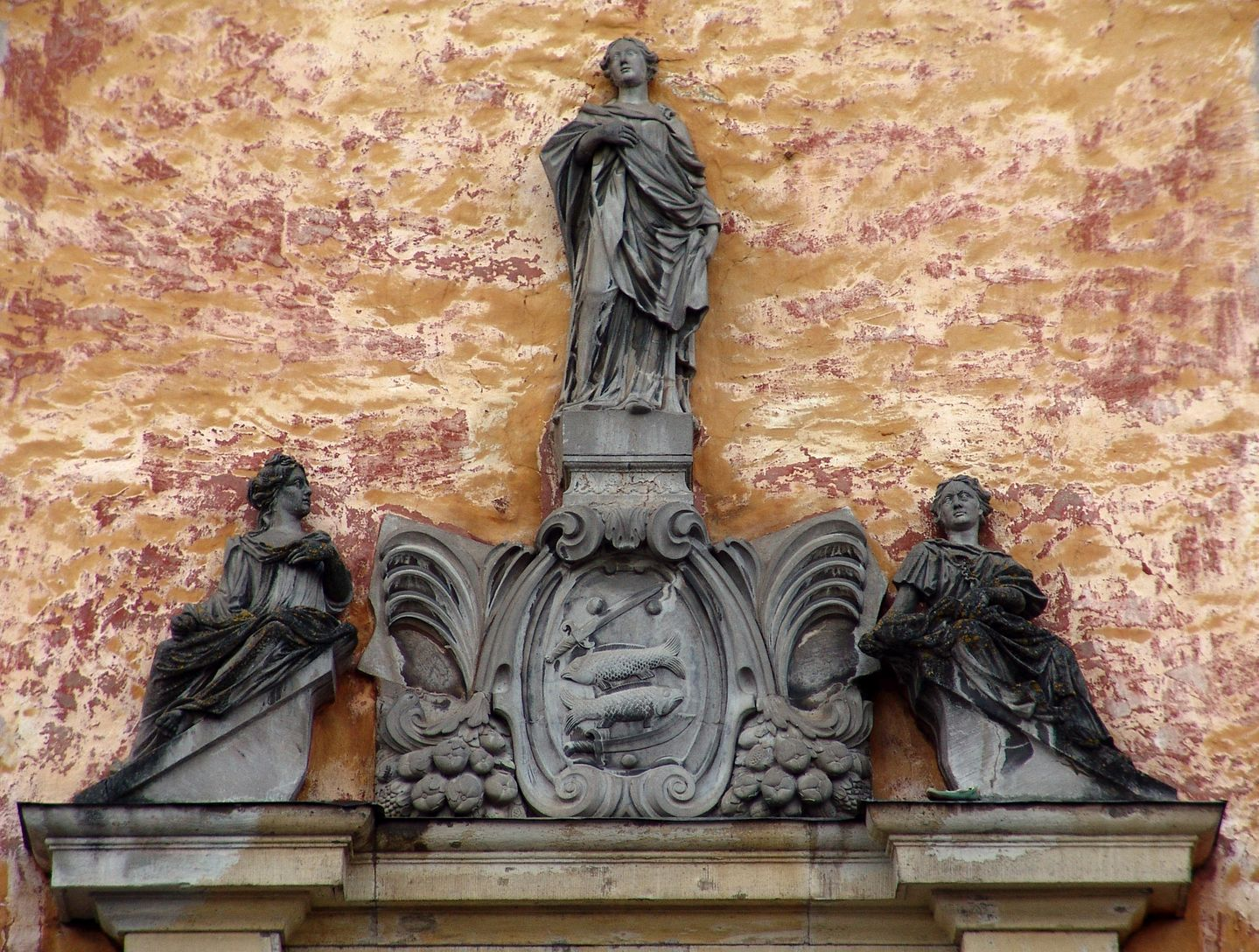
Оздоблення порталу

## Виноски
1. ↑  Національний реєстр пам'яток культури Естонії — 1994.
2. ↑  Нарвський музей. Архів оригіналу за 21 лютого 2010. Процитовано 27 квітня 2010.